# GITADORA (serie)
GITADORA (ギタドラ Gitādora?), anteriormente conocido como GuitarFreaks & DrumMania (alternativamente conocidos como GUITARFREAKS y drummania) o también antiguamente abreviados como GFDM, son videojuegos de género musical, ambos desarrollados por Bemani y distribuidos por Konami, actualmente bajo el nombre principal de GITADORA.
En GuitarFreaks, el jugador utiliza un controlador para simular tocar una guitarra eléctrica, mientras que en DrumMania el jugador debe golpear las partes de la batería cuando las notas alcanzan la línea inferior de la pantalla  en orden para rellenar las piezas faltantes de los tambores de una canción. El juego consiste de géneros Rock and Roll y J-Pop como música predominante.
En versiones anteriores de DrumMania, que incluyen aquellas entregas lanzadas hasta DrumMania 10th Mix fueron lanzados en algunos países de Asia bajo el nombre de Percussion Freaks.

## Demandas fuera de Japón

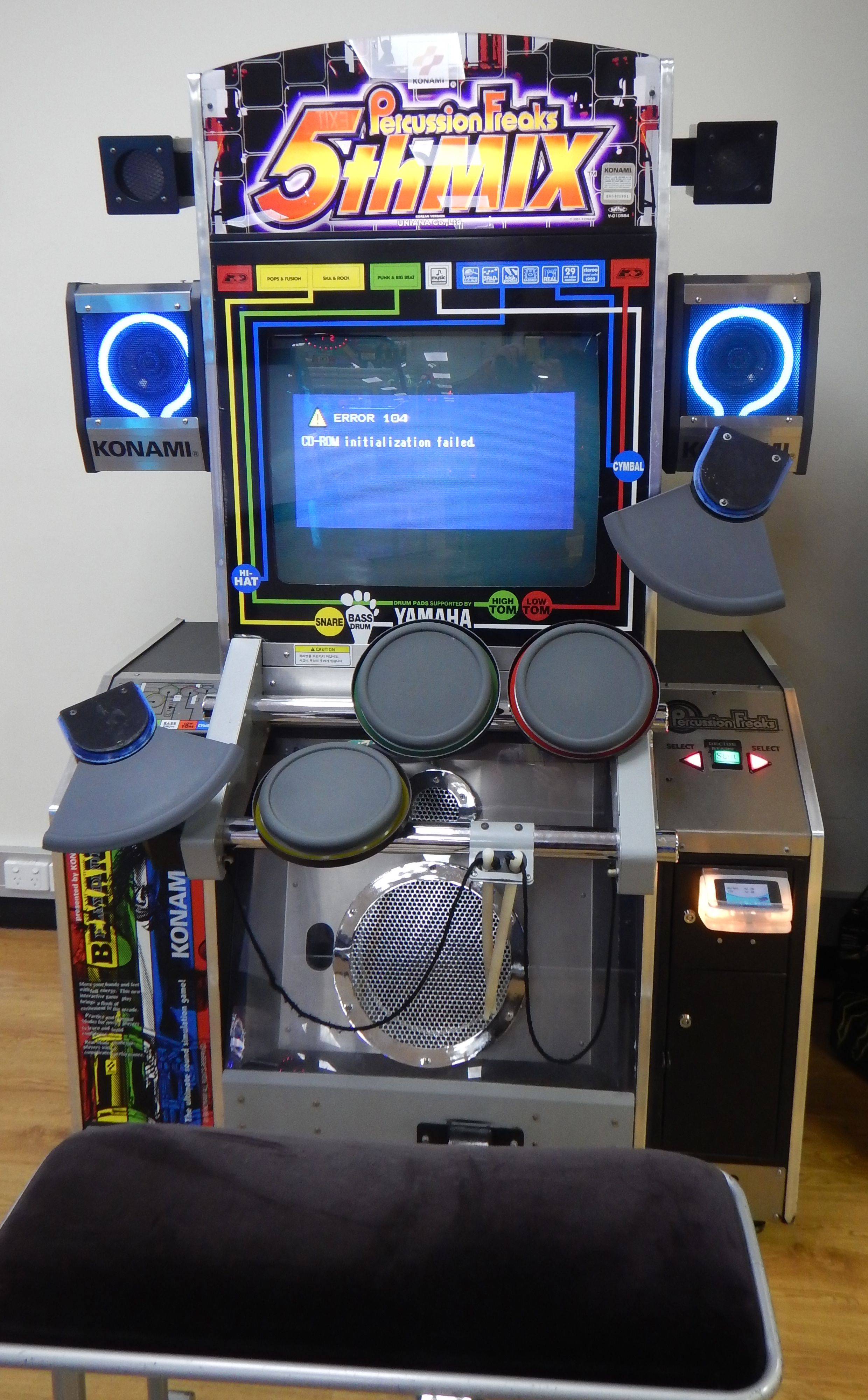
En algunos países de Asia, a DrumMania se le llamó PercussionFreaks como
este arcade, que tiene por nombre PercussionFreaks 5thMIX en lugar de llamarse drummania 5thMIX.

Konami no tiene producción masiva fuera de Japón de Guitarfreaks y DrumMania, sobre todo desde que John Devecka tiene la patente de Estados Unidos para "drum simulation games", el cual Activision lo compró y lo utilizó para las series de Guitar Hero y Rock Band. Incluso con este posible obstáculo en mente, Konami testeó cabinas arcade de GuitarFreaks V4 & DrumMania V4: Яock×Rock en la exhibición ATEI en Londres y en un centro de entretenimiento llamado Brunswick Zone en Naperville, Illinois, a pesar de que no se han anunciado versiones oficiales. No obstante, existen versiones importadas de Guitarfreaks y DrumMania, los cuales pueden ser encontradas en varias locaciones alrededor del mundo, inclusive en Estados Unidos y Canadá.

## Controladores
GuitarFreaks es jugado utilizando un controlador diseñado para imitar la forma de una guitarra eléctrica, más parecida a los modelos Fender Jazzmaster o también a Fender Mustang. El cuello de la guitarra alberga cinco botones (antiguamente solo contaba con tres botones) en el centro del cuerpo, hay una palanca que se mueve de forma vertical, el cual es usado para simular la ejecución de una guitarra. Hay una pequeña perilla giratoria de metal cerca de la palanca que es usada para alterar el sonido producido por el juego, tales como agregar efectos de coro y de delay.
En cuanto a DrumMania, es ejecutado usando un controlador con el fin de simular una batería. Siete almohadillas (cinco en sus versiones antiguas a GuitarFreaksXG & DrumManiaXG) están ordenadas de izquierda a derecha con los siguientes nombres: Left Cymbal, Hi-Hat, Snare, High Tom, Low Tom, Floor Tom y Right Cymbal. También hay dos pedales llamados Left Pedal y Bass Pedal. Durante el juego, el jugador presiona estos pedales con los pies.
El controlador actualmente es una versión modificada del DTXPRESS electronic drum kit fabricado por Yamaha, los cuales están disponibles en casi todas las tiendas de la misma empresa.

## Modo de juego -GuitarFreaks-

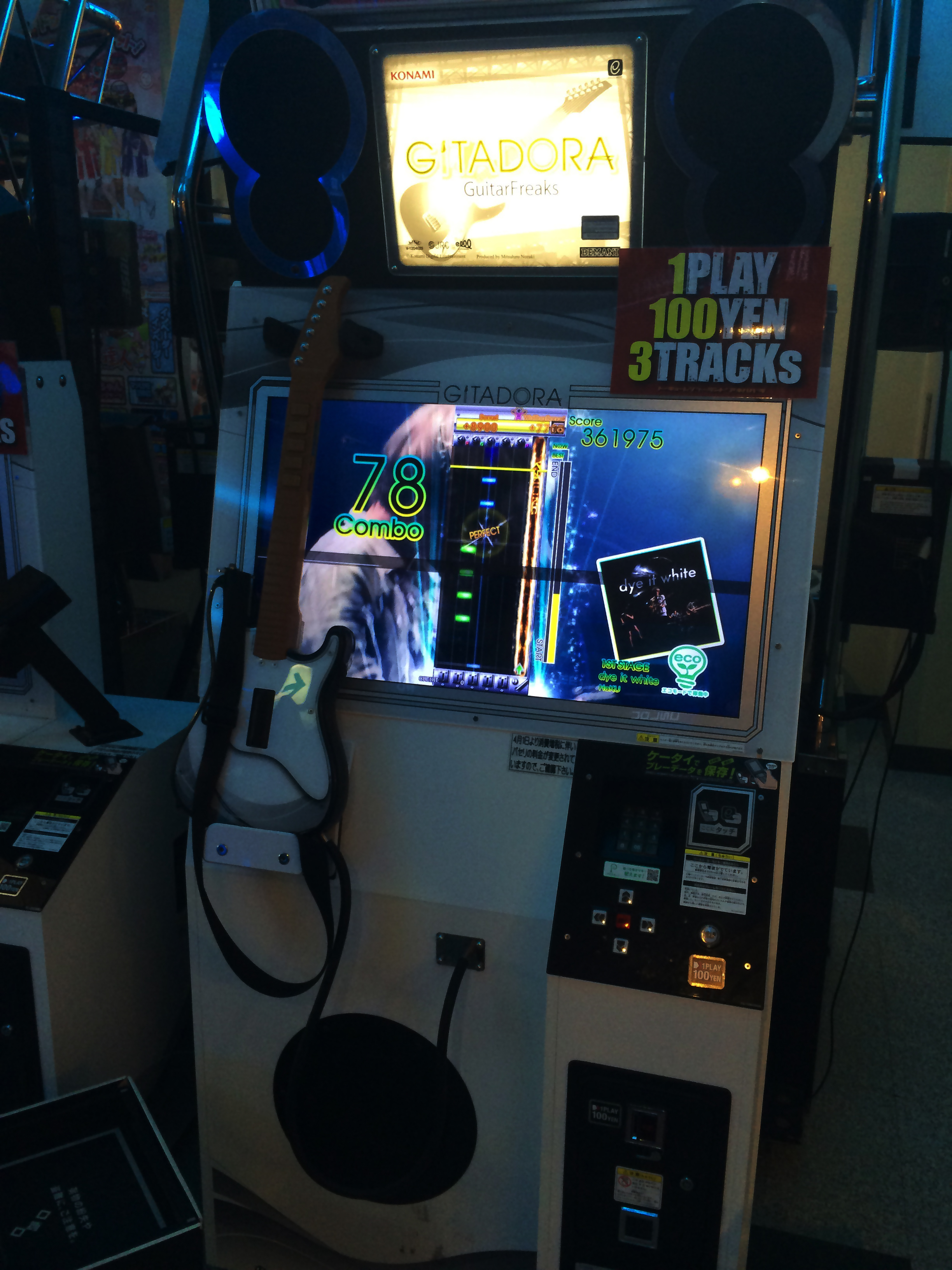
Una cabina GITADORA de una sola guitarra mostrando la pantalla de demostración.

La interfaz es similar a otros videojuegos de otros títulos de Bemani. Dos pistas de notas (uno por cada jugador) son mostrados a la derecha e izquierda de la pantalla. Los videoclips de las canciones son mostrados en el centro de la pantalla. En las versiones XG y GITADORA, los videos son a pantalla completa y las pistas son centradas en cabinas de una sola guitarra y en partidas de un solo jugador en el caso de cabinas de dos guitarras. Cada pista de notas está compuesto de cuatro columnas (seis columnas a partir de GuitarFreaksXG & DrumManiaXG): Cada uno de color rojo, verde y azul (a partir GuitarFreaksXG & DrumManiaXG se añadieron los botones amarillo y rosa) de izquierda a derecha. Y la última columna, que se le conoce como la columna Wailing Bonus, ubicado en la parte derecha de los demás botones.  Los jugadores pueden elegir guitarra o bajo al iniciar la partida.
Notas musicales individuales y acordes son representadados por pequeñas barras de varios colores que ascienden hasta el tope de la pantalla (o piso si se juega en reversa). Para tocar la nota de manera adecuada, el jugador debe mantener presionado los botones correspondientes a sus respectivos colores, y mover la palanca de desgaste (Originalmente llamado como fret lever) hacia arriba o abajo cuando las barras lleguen al marcador amarillo situado en la parte superior de la pantalla (o inferior si se juega en reversa). Cuando el ícono de una guitarra eléctrica se muestra en la columna junto a una nota, el jugador puede inclinar la guitarra en posición vertical mientras toca la respectiva nota para recibir puntaje extra.
La precisión del jugador es juzgada para cada nota tocada. El sistema actual utiliza las denominaciones Perfect, Great, Good, Poor (Cambiado a OK desde GuitarFreaksXG & DrumManiaXG en adelante) y Miss para indicar la precisión del jugador. Calificaciones de OK no acumulará ni disminuirá la cantidad de la barra de energía, Miss agotará la barra de Groove Gauge del jugador, mientras que las calificaciones Perfect y Great la repondrán. Si la barra de energía (Groove Gauge) se vacía por completo, el jugador perderá el set y se dará por terminado el juego (exc. en los métodos de pago PREMIUM y DX, ya que asegura las 3 canciones). Los jugadores están permitidos jugar en cualquier lugar de uno a cinco canciones en función de la configuración del arcade, y actualmente son tres canciones más ENCORE y PREMIUM ENCORE stages.
Tras la completar una canción con éxito, el jugador es calificado por su rendimiento en el juego. Cuando el set finaliza (exc. en versiones desde GITADORA), la puntuación total del jugador en todas las canciones reproducidas es mostrada.
Durante la carga de la canción se advierte a los jugadores de no levantar o bajar la guitarra bruscamente, ya que puede dañarlas o dañar a otros objetos, jugadores adyacentes o a espectadores.

## Modo de juego -DrumMania-

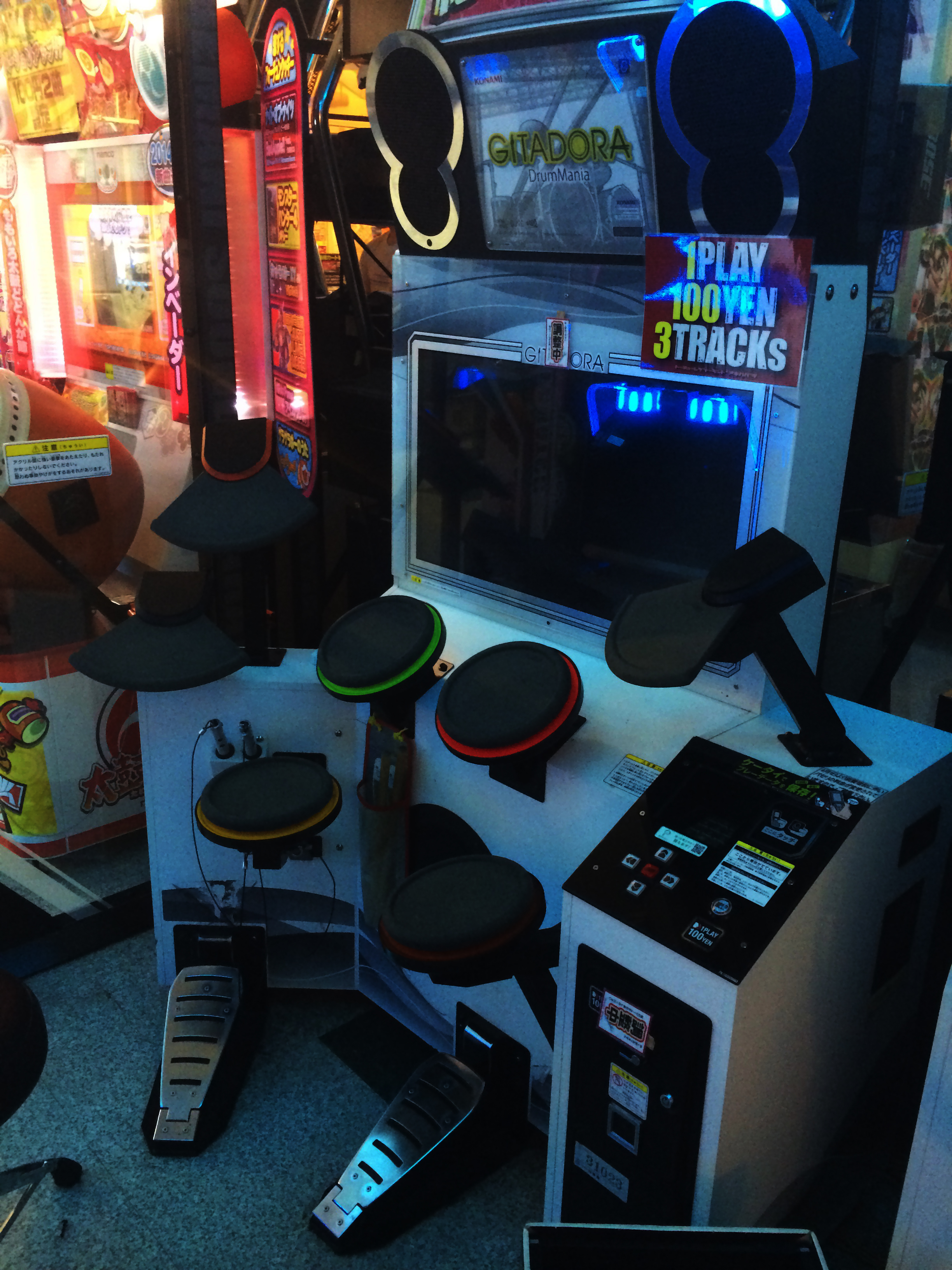
Una cabina apagada de GITADORA Drummania.

La pantalla de configuración es simple. En el lado izquierdo, se visualiza la pista de notas con un marcador amarillo en la parte inferior, mientras que en la parte derecha, se muestran los vídeoclips de cada canción. En versiones XG y GITADORA, las notas son centradas y los videos son a pantalla completa. Notas individuales son representadas por pequeñas barras de colores que van hacia abajo en las columnas. Para tocar cualquier nota de manera correcta, el jugador debe golpear uno o dos de las almohadillas, incluyendo el (o los) pedal(es), cuando las barras alcancen el marcador amarillo.
La precisión del jugador es juzgada por cada nota tocada, y mientras que los niveles de precisión de las notas individuales han cambiado a lo largo de la serie, el sistema de DrumMania actualmente utiliza Perfect, Great, Good, OK (antiguamente era conocido como Poor hasta que fue cambiado en GuitarFreaksXG & DrumManiaXG) y Miss para evaluar la precisión de cada nota. Al igual que GuitarFreaks, calificaciones como Perfect, Great y Good incrementarán la barra de energía, mientras que OK tendrá indiferencia y Miss disminuirá la misma. Si la barra se vacía por completo, se fallará la canción y se da por terminado el juego (exc. en los métodos de pago PREMIUM y DX, ya que asegura las 3 canciones).
Los jugadores tendrán la oportunidad de jugar desde tres a cinco canciones dependiendo según la configuración del juego, y actualmente son tres canciones más ENCORE y PREMIUM ENCORE stages.
Durante la carga de la canción se advierte a los jugadores de no golpear las almohadillas bruscamente, ya que pueden romperlas o romper los palos, o en algunos casos, eyectar los palos de las manos de los jugadores, y en consecuencia, pueden perderse o causar daños a otros objetos, jugadores adyacentes o a espectadores.

### Calificación final
Al completarse una canción, a los jugadores se les da una letras como nivel de rango por su rendimiento, que puede variar desde E D, C, B, hasta A, así como algunas entregas recientes incluyen S y SS, dependiendo de cuán bien fue jugada la canción, y la forma en cómo el sistema del juego calcula los rangos.

## Lista de entregas
La siguiente lista muestra las entregas de la saga, incluyendo tanto versiones arcade como versiones para consola:

### Arcade (AC)
- GUITARFREAKS (16 de febrero de 1999)
- GUITARFREAKS 2ndMIX & drummania (10 de julio de 1999)
- GUITARFREAKS 3rdMIX & drummania 2ndMIX (21 de abril de 2000 (GF) - 27 de marzo de 2000 (DM))
- GUITARFREAKS 4thMIX & drummania 3rdMIX (13 de septiembre de 2000 (GF) - 3 de septiembre de 2000 (DM))
- GUITARFREAKS 5thMIX & drummania 4thMIX (17 de marzo de 2001)
- GUITARFREAKS 6thMIX & drummania 5thMIX (13 de septiembre de 2001)
- GUITARFREAKS 7thMIX & drummania 6thMIX (28 de febrero de 2002)
- GUITARFREAKS 8thMIX & drummania 7thMIX (30 de agosto de 2002)
- GUITARFREAKS 9thMIX & drummania 8thMIX (2 de abril de 2003)
- GUITARFREAKS 10thMIX & drummania 9thMIX (8 de octubre de 2003)
- GUITARFREAKS 11thMIX & drummania 10thMIX (22 de abril de 2004)
- GuitarFreaks V & DrumMania V (23 de febrero de 2005)
- GuitarFreaks V2 & DrumMania V2 (24 de noviembre de 2005)
- GuitarFreaks V3 & DrumMania V3 (13 de septiembre de 2006)
- GuitarFreaks V4 & DrumMania V4: Яock×Rock (8 de agosto de 2007)
- GuitarFreaks V5 & DrumMania V5: Rock to Infinity (18 de junio de 2008)
- GuitarFreaks V6 & DrumMania V6: BLAZING!!!! (9 de abril de 2009)
- GuitarFreaksXG & DrumManiaXG (10 de marzo de 2010)
- GuitarFreaks V7 & DrumMania V7 (25 de marzo de 2007)
- GuitarFreaksXG2 & DrumManiaXG2: Groove to Live (9 de marzo de 2011)
- GuitarFreaks V8 & DrumMania V8 (28 de marzo de 2011)
- GuitarFreaksXG3 & DrumManiaXG3 (23 de febrero de 2012)
- GITADORA' (14 de febrero de 2013)
- GITADORA OverDrive (5 de marzo de 2014)
- GITADORA Tri-Boost (21 de abril de 2015)
- GITADORA Tri-Boost Re:EVOLVE (14 de diciembre de 2016)
- GITADORA Matixx (6 de septiembre de 2017)
- GITADORA EXCHAIN (12 de septiembre de 2018)
- GITADORA NEX+AGE (2 de octubre de 2019)
- GITADORA HIGH-VOLTAGE (21 de abril de 2021)

### Consola (CS)
- GUITARFREAKS (CS) (29 de julio de 1999)
- GUITARFREAKS 2ndMIX APPEND (24 de febrero de 2000)
- drummania (4 de marzo de 2000)
- GUITARFREAKS 3rdMIX & drummania 2ndMIX (CS) (7 de diciembre de 2000)
- ギタドラ! GUITARFREAKS 4thMIX & drummania 3rdMIX (20 de septiembre de 2001)
- GuitarFreaks V & DrumMania V (CS)' (16 de marzo de 2006)
- GuitarFreaks & DrumMania MASTERPIECE SILVER (31 de agosto de 2006)
- GuitarFreaks V2 & DrumMania V2 (CS) (22 de noviembre de 2006)
- GuitarFreaks & DrumMania MASTERPIECE GOLD (8 de marzo de 2007)
- GuitarFreaks V3 & DrumMania V3 (CS) (4 de octubre de 2007)
- GITADORA Konaste (16 de diciembre de 2020)

### Otras plataformas

#### Android/iOS
- GITADORA (Aplicación) (21 de febrero de 2013) (iOS) / (27 de agosto de 2013) (Android)

## Session Linking
Uno de los principales puntos de venta GuitarFreaks y DrumMania son la capacidad de ambos videojuegos en ser vinculados en línea uno con el otro, permitiendo así un total de tres jugadores para jugar simultáneamente en Session mode. Durante una sesión, la música se tocará simultáneamente desde ambos juegos y los sonidos efectuados tanto por las guitarras como las de la batería de los jugadores se transmitirán sincronizadamente entre los dos videojuegos.
Debido a que en la segunda versión de GuitarFreaks fue lanzada junto con la primera versión de DrumMania, GuitarFreaks solía ser en aquel entonces, un "Mix" superior que la versión de DrumMania. Por ejemplo, GUITARFREAKS 6th MIX está diseñada para ser enlazada con Drummania 5thMIX, pero no puede ser vinculado con Drummania 6thMIX debido a que este último solo puede ser enlazada con GUITARFREAKS 7thMIX. En efecto, solo un GuitarFreaks podía ser enlazado con una versión inferior de DrumMania. Ambas versiones fueron sincronizadas de manera permanente cuando salió GuitarFreaks V & DrumMania V, dejando de lado el sistema de números desde hace mucho tiempo y reemplazando lo que pudo ser un GUITARFREAKS 12thMIX y Drummania 11thMIX, respectivamente.

### Super Session
Visto únicamente en dos lanzamientos de GuitarFreaks & DrumMania, Super Session Permitió a ambos juegos vincularse también con KEYBOARDMANIA 3rd Mix. Además de contar con tres jugadores quienes controlan las guitarras y la batería, dos más podían ser agregados tocando los teclados, teniendo un total de cinco jugadores en total. Sin embargo, al momento de vincularse con Keyboardmania, solo una docena de canciones estaban disponibles para jugar. Keyboardmania 3rd Mix puede también ser vinculado con GUITARFREAKS 5thMIX & drummania 4thMIX, o también con GUITARFREAKS 6thMIX & drummania 5thMIX.